# Валя-луй-Кать
Валя-луй-Кать, Валя-луй-Каті (рум. Valea lui Cati) — село у повіті Клуж в Румунії. Входить до складу комуни Чану-Маре.
Село розташоване на відстані 297 км на північний захід від Бухареста, 30 км на південний схід від Клуж-Напоки.

## Населення
За даними перепису населення 2002 року у селі проживали 122 особи.
Національний склад населення села:
| Національність | Кількість осіб | Відсоток |
| -------------- | -------------- | -------- |
| румуни         | 88             | 72,1%    |
| угорці         | 32             | 26,2%    |

Рідною мовою назвали:
| Мова      | Кількість осіб | Відсоток |
| --------- | -------------- | -------- |
| румунська | 88             | 72,1%    |
| угорська  | 32             | 26,2%    |